# Región de Las Montañas (Veracruz)
La Región de Las Altas Montañas  es una región central del Estado de Veracruz.
La máxima elevación de la región es el Citlaltépetl — referida como Pico de Orizaba —, con una altura de 5745 m s. n. m. Las principales ciudades en esta región son Córdoba, Orizaba, Ixtaczoquitlán y Fortín concentrando un alto nivel de desarrollo económico e influencia regional junto con los municipios 
cercanos de Huatusco, Ciudad Mendoza, Nogales, Rio Blanco, Tezonapa, Atoyac, Yanga, Amatlán, Coscomatepec, Ixhuatlán del Café, Zongolica entre otras.
En esta región se concentran pueblos mágicos del estado como Córdoba,  Coscomatepec de Bravo y Orizaba, que muestran la riqueza arquitectónica, cultural, natural y gastronómica de la región.

## Región de Las Altas Montañas
Municipios que integran Las Altas Montañas:
| - 1 Acultzingo - 2 Alpatláhuac - 3 Amatlán de los Reyes - 4 Aquila - 5 Astacinga - 6 Atlahuilco - 7 Atoyac - 8 Atzacan - 9 Calcahualco - 10 Camerino Z. Mendoza - 11 Carrillo Puerto - 12 Chocamán - 13 Coetzala - 14 Comapa - 15 Córdoba - 16 Coscomatepec - 17 Cuichapa - 18 Cuitláhuac - 19 Fortín | - 20 Huatusco - 21 Huiloapan - 22 Ixhuatlán del Café - 23 Ixhuatlancillo - 24 Ixtaczoquitlán - 25 La Perla - 26 Los Reyes - 27 Magdalena - 28 Maltrata - 29 Mariano Escobedo - 30 Mixtla de Altamirano - 31 Naranjal - 32 Nogales - 33 Omealca - 34 Orizaba - 35 Rafael Delgado - 36 Río Blanco - 37 San Andrés Tenejapan - 38 Sochiapa | * 39 Soledad Atzompa - 40 Tehuipango - 41 Tenampa - 42 Tepatlaxco - 43 Tequila - 44 Texhuacán - 45 Tezonapa - 46 Tlacotepec de Mejía - 47 Tlaltetela - 48 Tlaquilpan - 49 Tlilapan - 50 Tomatlán - 51 Totutla - 52 Xoxocotla - 53 Yanga - 54 Zongolica |